# 病毒学
病毒学（英語：Virology），是一门以病毒—亚微观的，蛋白质外壳中包含的遗传物质的寄生颗粒- 和病毒样代理（virus-like agents）为研究对象的学科。它关注病毒的以下方面：病毒的结构，分类和进化，感染和开发宿主细胞繁殖的方式，它们与宿主生物体生理和免疫的相互作用，它们引起的疾病，分离和培养它们的技术，以及它们在研究和治疗中的应用。病毒学被认为是微生物学或医学的一个子领域。